# سالم الشهياري
سالم راشد الشهياري (مواليد 2 أغسطس 1994، لاعب كرة قدم إماراتي يجيد اللعب في الوسط.

## مسيرة اللاعب
لعب سابقاً مع نادي مسافي ونادي العروبة والنادي العربي ونادي دبا الحصن.